# Marmosops cracens
Marmosops cracens e вид опосум от семейство Опосумови (Didelphidae).

## Разпространение
Видът е ендемичен за Венецуела. Среща се в тропическите гори на надморска височина от 150 m в северния щат Фалкон.

## Хранене
Храни се с плодове и насекоми.